# 徐乾學
徐乾學（1631年—1694年），字原一，號健庵，江南崑山縣人，清初政治人物、学者，官至刑部尚書。是著名學者顧炎武的外甥。

## 生平
徐乾學八歲能文，得舅父顧炎武的傳授。與胡渭、顾祖禹、万斯同、阎若璩、黄仪、朱彝尊、姜宸英、黄虞稷、顾湄等有往來。
顺治七年（1650年）与吴伟业、尤侗、朱彝尊、宋德宜等在嘉兴南湖组织十郡大社。
康熙九年（1670年），舉進士一甲第三名进士及第，授内弘文院编修。
康熙十一年（1672年），与蔡启观一起典考顺天府乡试，因副榜遗漏汉军卷未取，遭给事中杨雍建弹劾。
康熙十四年（1675年），捐复原官，升为左春坊左赞善，充任日讲起居注官。歷任內閣學士、刑部尚書等職。
康熙二十一年（1682年），被任命为《明史》总裁官。奉命編纂《大清一統志》、《清會典》及《明史》。
康熙二十五年，任礼部侍郎，充经筵讲官。

### 權貴
徐乾學人品欠佳，覬覦祿位，阿諛權貴納蘭明珠，史載其“登高而呼，衡文者类无不从而附之”，“游其门者无不得科第”。明珠长子纳兰容若是乾学门生，康熙十五年（1676年）進士，曾为徐印行《通志堂经解》，又“获巨额赂遗”。周寿昌在《思益堂日札》卷五《窃袭前人书》中说：“徐既爱其才华，复逢迎权贵……其心术行事为儒林轻蔑久矣。”又說：“窃他人书以为他人之作，斯又添一书林掌故，可哂也。”乾隆帝在《通志堂经解》补刻本的自序中说：“徐乾学阿附权门，成德滥窃文誉，二人品行，本无足取。但不以人废言，故补刊齐全，订正讹谬，以臻完善”。
康熙二十六年（1687年），徐任左都御史時，与明珠亲信佛伦、余国柱结怨。後來徐乾学又与索额图、熊赐履勾结，反擊明珠。徐乾学利用其门生郭琇弹劾明珠，明珠、余国柱遂罢相。李光地说徐乾学“谲诡奸诈”。當時的民謠說：「九天供賦歸東海（徐乾學），萬國金珠獻澹人（高士奇）。」

### 被劾
康熙二十七年（1688年），湖广巡抚张汧爆发贪污案，张汧被逮捕问罪时，供出曾向徐乾学行贿，并涉及高士奇和陈廷敬。后为康熙所庇，事遂不了了之。后又被许三礼劾“既无好事业，焉有好文章，应逐出史馆，以示远奸”，徐乾学上疏请“放归田里”，五月，康熙准徐乾学罢官，携书局即家编辑，随行有阎若璩、顾祖禹、胡渭与黄虞稷，致力于《大清一统志》编修，又仿司马光《资治通鉴》体例，与万斯同、阎若璩、胡渭等排比正史、参考诸书，纂成《资治通鉴后编》—百八十四卷。
康熙三十年（1691年），徐乾学因曾写信给前任山东巡抚钱钰，包庇朱敦厚，事发后，徐乾学、钱钰均遭到革职。其子徐树敏亦被举发私收馈金。康熙三十年（1691年）江南江西总督傅拉塔（《清史稿》作傅腊塔，明珠的外甥）弹劾徐乾学及其弟徐元文不法之事“招摇纳贿，争利害民”共十五款，闰七月二七日徐元文“惊悸呕血而死”。自康熙二十九年至三十一年间，徐乾学一家被控不法事有二十多起。

### 晚年
康熙三十三年（1694年），因大学士王熙、张玉书等举荐，召徐乾学还京修书，不久病逝。死後仍復原官。身後其藏書多散佚，明珠府、怡府樂善堂有收藏。著有《澹园集》、《读礼通考》、《会典》、《明史纂辑》、《鉴古辑览》、《古文渊鉴》、《文集》、《虞浦集》、《词馆集》、《碧山集》等。

## 藏書
徐乾學藏書甚富，其门生故吏知他有嗜书之癖，无不尽力为之网罗放佚，積有七十二櫥，有《傳是樓書目》行世，“一时通经学古之士，如阎若璩等亦多集其门”，万斯同《传楼藏书歌》：“东海先生性爱书，胸中已贮万卷馀，更向人间搜遗籍，真穷四库盈其庐。”黄宗羲《传是楼藏书记》：“世之藏书家未必能读，读者未必能文章，而先生并是三者而能之，非近代藏书家所及。”與弟徐元文、徐秉義皆官貴文名，號稱「崑山三徐」。

## 編纂
- 《明史》 （奉詔）
- 《大清會典》 （奉詔）
- 《大清一統志》（奉詔）
- 《世祖章皇帝聖訓》 （奉詔） 1687年
- 《太宗文皇帝聖訓》 （奉詔） 1687年
- 《通志堂經解》 1680年
- 《鑑古輯覽》
- 《古文淵鑑》 64卷

## 著述
- 《澹園集》 30卷
- 《憺園集》 36卷
- 《讀禮通考》 120卷
- 《文集》 24卷
- 《外集》 4卷
- 《虞浦集》
- 《詞館集》
- 《碧山集》
- 《歴代宗廟考》
- 《輿地備考》
- 《輿地紀要》
- 《輿地志》
- 《資治通鑑後編》 184卷
- 《傳是樓宋元板書目》1卷
- 《傳是樓書目》 8卷
- 《教習堂條約》 1卷

## 延伸阅读
[在维基数据编辑]
 《清史稿·卷271》，出自趙爾巽《清史稿》
 在维基共享资源阅览影像

### 引用
1. ↑  姚元之《竹叶亭杂记》卷四
2. ↑  严元照：《蕙榜杂记》
3. ↑  《清代档案史料丛编》第五辑
4. ↑  董潮《东皋杂钞》：“昆山徐健庵司寇归田后，重谋起故官。事已效，俟诏命至即行，计重阳前数日必到。偶以他故稽迟，司寇日挟门客数人，登洞庭东山饮酒俟召，随以劳顿停滞得疾。比诏至，殁已数日矣。”
5. ↑  《四库全书总目》卷二十《度礼统考》